# Fr. Odkolek, akciová společnost, parní mlýn a továrna na chléb, Vysočany
Fr. Odkolek, akciová společnost, parní mlýn a továrna na chléb, Vysočany, zapsaná v obchodním rejstříku 5. dubna 1912, vlastnila největší pekařské impérium v Českých zemích Rakouska-Uherska, které svým uceleným a moderním provozem patřilo mezi evropské špičky tehdejších velkopekáren vůbec. Otcem myšlenky byl pražský židovský velkoobchodník a průmyslník z Královských Vinohrad Alexander Schück, který se inspiroval zejména projektem velkopekárny Hammerbrotwerke ve Vídni od architekta Huberta Gessnera. Jemu také svěřil realizaci továrny ve Vysočanech a později i její stavební rozšíření. K úspěšné realizaci celého projektu A. Schückovi pomohlo akcionování již známé pražské pekařské firmy František Odkolek za spolupůsobení Pražské úvěrní banky a pražské filiálky Anglo-rakouské banky.
Ve 30. letech 20. století získala majoritu v akciové společnosti agrárnická „Kooperativa“ (obchodní centrála hospodářských družstev). Po druhé světové válce byla společnost v roce 1947 znárodněna a nesla název Odkolek, národní podnik, který byl v roce 1950 přejmenován na Pražské pekárny a mlýny, národní podnik (PPaM). Po převzetí družstevních pekáren vznikl v roce 1953 Pražský pekárenský trust, jehož součástí se staly Vysočanské pekárny, národní podnik. V roce 1958 došlo k vyčlenění Smíchovských pekáren a Středočeských mlýnů, které po sloučení s Vysočanskými pekárnami utvořily Pražské pekárny a mlýny, národní podnik.

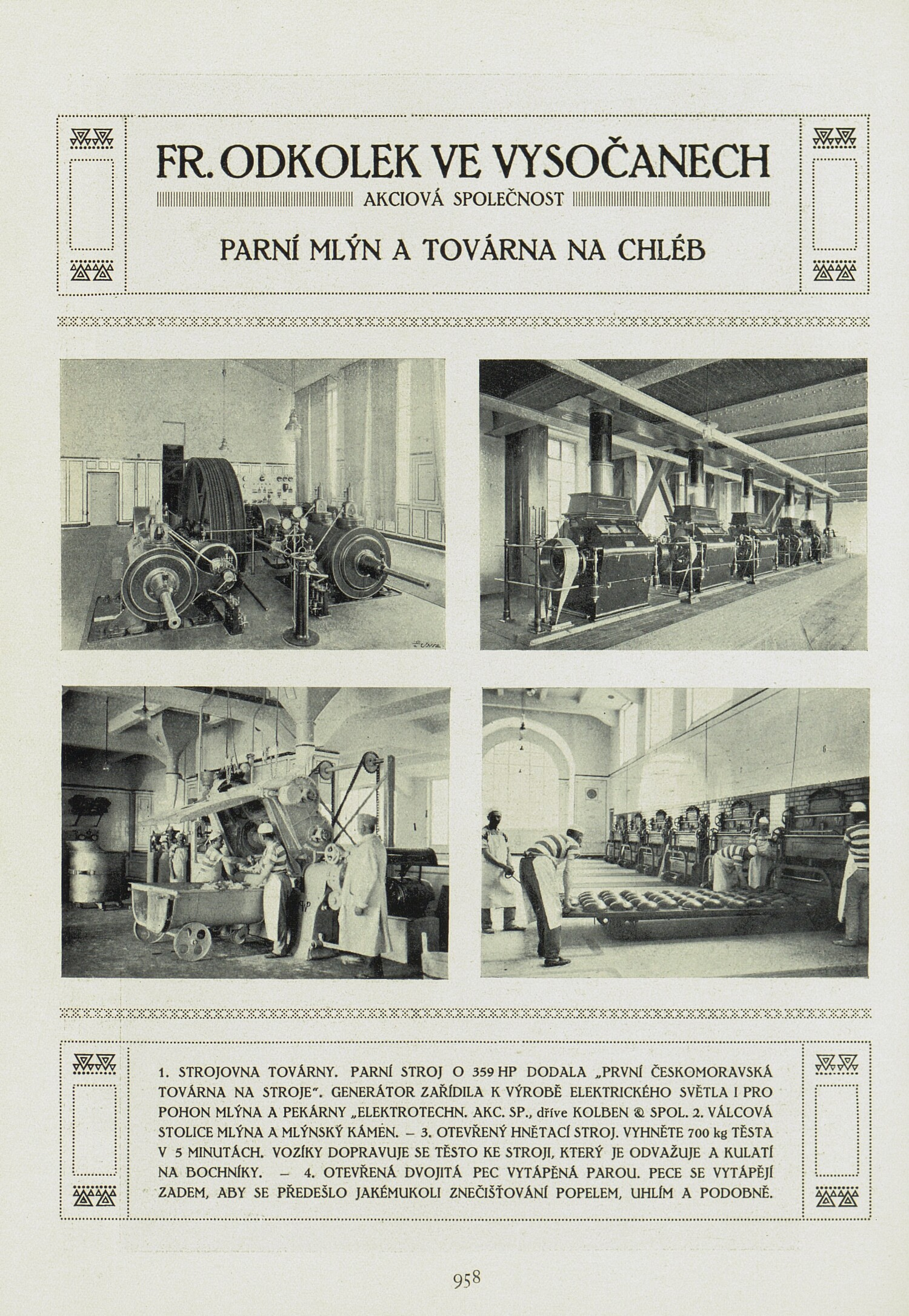
Mlýn a pekárna Odkolek, Vysočany 1913

## Výroba v továrnách na chleba na zač. 20. století
Majitelé strojních velkopekáren se stávali se zavedením strojní výroby do jisté míry nezávislými na zručnosti a dobré vůli pekařských dělníků, přičemž dosahovali mnohem lépe jednotné a stálé jakosti chleba. Nemohli však vyrábět rozmanité druhy pečiva jako pekárny ruční. Levnější výroby dosahovali nejen využitím strojního zařízení, ale také nepřetržitým provozem pecí. Právě nepřetržitý chod pecí se vyplácel, pokud továrna produkovala jeden nebo několik druhů chleba. Pekárny se tak stávaly továrnami na chléb a podle toho musely být též řízeny.
V případě nepřetržitého chodu pecí bylo zapotřebí nepřetržitého odbytu pečiva, tak aby čerstvý chléb byl včas rozprodán. Do zásoby či na sklad mohla továrna vyrábět jen pečivo nepodléhající rychlé zkáze (sušenky, suchary). Velkopekárny se proto často uchylovaly k produkci černého žitného chleba, který vydržel déle. Majitel továrny na chleba musel počítat se zvýšenými výlohami na distribuci k zákazníkovi. Strojní pekárna se tedy vyplácela v případě, že výlohy na distribuci byly eliminovány na nejnižší možnou míru, budovaly se při velkých městech, kde byl zaručen stálý a pravidelný odběr, při železnici. Další podmínkou bylo, aby velkopekárna zpracovávala stále stejnou mouku. Jen tak mohla docílit stejné a stálé jakosti výrobku. To byl také důvod, proč areály továren na chleba budovaly vlastní mlýny.

## Velkopekárna ve Vysočanech
Pražští židovští obchodníci Alexander Schück (* 30. září 1871, † 2. listopad 1935 Praha), Gustav Langendorf (* 9. listopad 1872 Praha, † 15. dubna 1943 KT Treblinka) a Alfréd Katz (* 27. leden 1873 Praha), spolčení ve firmě „Schück, Katz a spol.“, se rozhodli v Praze postavit moderní parní mlýn s pekárnou, přičemž využili nabídky JUDra. Lad. Pinkase a vzoru nové vídeňské dělnické pekárenské továrny Hammerbrotwerke podle projektu Franze a Huberta Gessnera, uvedené do provozu 20. června 1909.
V srpnu 1911 se v tisku objevila zpráva, že bude firma František Odkolek přeměněna Pražskou úvěrní bankou a Anglo-rakouskou bankou na akciovou společnost, přičemž při akciové společnosti bude vybudována nová moderní továrna na chléb. Během slavnostního otevření nové radniční budovy ve Vysočanech v lednu 1912 zprávu potvrdil také starosta Vysočan Jan Němec.
Firma Fr. Odkolek akciovou společností. Známá pražská mlynářská firma Fr. Odkolek bude za spolupůsobení Pražské úvěrní banky a pražské filiálky Anglo-rakouské banky přeměněna v akciovou společnost. Stanovy této společnosti byly úřadně již schváleny. Nová společnost vystaví ve Vysočanech u Prahy velký parní mlýn a pekárnu, pro něž pozemky byly již koupeny. Stavba mlýna bude začata letošního jara; mlýn má býti ještě během tohoto roku uveden v činnost.
Mlynář, 02.02.1912, s. 38
Následně ministerstvo vnitra po dohodě s ministerstvem obchodu povolilo Pražské úvěrní bance v Praze ve spojení s filiálkou Anglo-Rakouské banky v Praze a firmou „F. Odkolek“ v Praze zřízení akciové společnosti pod firemním názvem: František Odkolek, akciová společnost, parní mlýn a továrna na chléb / Fr. Odkolek, Aktiengesellschaft, Dampfmühle a Brotfabrik se sídlem ve Vysočanech u Prahy. Výnosem c. k. místodržitelství pro království české v Praze ze dne 12. února 1912 byly nové akciové společnosti schváleny stanovy a k jejímu založení došlo 3. března 1912. Dne 5. března 1912 oznámil akcionování firmy „Fr. Odkolek“ předseda Vilém Götzl na 42. valné hromadě Pražské úvěrní banky, kde mimo jiného uvedl, že akciová společnost pekáren spojená s parním mlýnem povede po převzetí firmy „Fr. Odkolek“ pod touto firmou obchod ve zvětšených rozměrech.

### Zakládající valná hromada
Fr. Odkolek, akciová společnost, parní mlýn a továrna na chléb ve Vysočanech u Prahy, konala svou ustavující valnou hromadu dne 3. března 1912. Valná hromada schválila zřízení společnosti a přijala schválené stanovy, dále schválila převzetí podniku firmy Fr. Odkolek v Praze, od které převzala nejenom veškeré krámy v Praze a předměstích, ale i veškeré zásoby zboží, živý a mrtvý inventář. Také schválila zakoupení rozsáhlého staveniště ve Vysočanech v sousedství železničních tratí severní a severozápadní dráhy a erární silnice, vedoucí k Brandýsu n. Lab.
Základní kapitál 1 000 000 K byl rozdělen na 5 000 akcií po 200 K nom., z nichž 4 700 bylo hotově splaceno. Přínosy fy Fr. Odkolek částkou 60 000 K byly vloženy na akciový kapitál. Členy představenstva se stali: JUDr. Ladislav Pinkas, advokát v Praze čp. 503-III, Bohumil Ryšánek, burzovní rada v Praze čp. 97-V, Hugo Schwarz, komerční rada, ředitel Anglo-rakouské banky ve Vídni I., Zelinkagasse 6, Vincenc Götzl, spolumajitel velkostatku v Praze čp. 503-III, Karel Pohl, ředitel cukrovaru v Libňovsi, Alexander Schück, obchodník na Král. Vinohradech, Božetěchova ul. č. 8, Alfred Katz, obchodník v Praze II., Olivová ulice čp. 10, Gustav Langendorf, obchodník na Král. Vinohradech, Žižkova ul. čp. 8 a Jan Němec, starosta obce ve Vysočanech. Většinu kapitálu drželi společníci Schück, Katz, Langendorf. Vrchním ředitelem závodu se stal Alexander Schück (* 30. září 1871, † 2. listopadu 1935), V srpnu 1913 proběhl výmaz původní fy Fr. Odkolek.

### Slavnostní otevření a spuštění provozu
Stavba velkopekárny byla svěřena karlínskému stavitelství Matěje Blechy (zastávajícího post místopředsedy Pražské úvěrní banky) a architektonický projekt vypracoval Hubert Gessner. Po zakoupení pozemků na začátku roku 1912 přistoupila akciová společnost 1. dubna 1912 k prvním výkopovým pracím. Nejprve byla vybudována pro dovoz stavebního materiálu spojovací kolej se stanicí Vysočany, která pak sloužila jako vlečná kolej pro dovoz obilí. Dne 5. dubna 1912 byla v obchodním rejstříku Obvodního soudu pro Prahu firma «Fr. Odkolek, akciová společnost parní mlýn a továrna na chléb, Vysočany» zapsána. Částečný provoz závodu byl spuštěn 31. ledna 1913, kolaudace proběhla v dubnu 1913 a slavnostní otevření 8. května 1913.
Fr. Odkolek, akciová společnost, parní mlýn a továrna na chléb ve Vysočanech u Prahy. Jak jsme svého času sdělili, byla za podpory Pražské úvěrní banky a filiálky Anglo-rakouské banky v Praze utvořena akciová společnost pod hořejší firmou, stanovy její vládou schváleny a společnost konstituována. Se stavbou podniku bylo právě započato a byla svěřena firmě Blechově v Karlíně. Závod bude sestávati z parního automatického mlýna, zařízeného na denní zpracování 500 metrů žitného zrna a spojeného se silem na uložení 100 vagonů žita. Továrna na chléb bude zpracovávati pouze výrobek vlastního mlýna a postavena bude tak, aby hned na počátku mohla popř. celou jeho výrobu spéci.
Čas, 06.04.1912, s. 10-11
Slavnostního otevření se účastnili: nejvyšší zemský maršálek princ Ferdinand Lobkowitz, policejní ředitel Karel Křikava, starosta Prahy JUDr. Karel Groš se svými náměstky (MUDr. František Kašpar a císařský rada Josef Schrötter), Ladislav Pinkas, americký konzul Josef Brittain a vicekonzul John L. Bouchal, prezident Obchodní a živnostenské komory v Praze Václav Němec a Emil Sýkora, ředitel České severní dráhy Josef Fortwängler (s inspektory a přednostou stanice Vysočan), komerční rada Rudolf Bárta, generální ředitel Emil Kolben, ředitel c.k. všeobecné nemocnice v Praze vládní rada dr. Tichý, předseda správní rady Pražské úvěrní banky Vilém Götzl, velkoprůmyslníci Frey z Freyenfelsu, Mořic Ehrenreich, Štěpán Staffen, mnoho velkoobchodníků a továrníků, zástupci zásobujících firem, stavební projektant architekt Matěj Blecha a stavební vedoucí architekt Hubert Gessner, za žižkovský okres starosta Winter, za město Žižkov náměstek Kotlan, za městskou radu v Karlíně císařský rada Josef Engelmann a vrchní rada Paul, za městskou radu v Bubenči Václav Zářecký a Bohdan Bouček, všichni členové městského zastupitelstva ve Vysočanech v čele se starostou Němcem, za burzovní radu sekretář Bedřich Fischel a Karel Mandl, za grémium krupařů Karel Gehorsam, zástupci vojenského zásobovacího sboru, zástupci všech pražských deníků a mnoho dalších.
Přítomné hosty uvítal jménem správní rady Fr. Odkolek AS Ladislav Pinkas, který je po svém proslovu pozval na prohlídku závodu, přičemž uvedl, že zhlédnou provoz továrny od zpracování obilí až po hotový chléb, kterého se až na jediný hmat lidská ruka (od obilí, přes mouku až k těstu) nedotkne. Nejprve si prohlédli 30 metrů vysoké silo, potom samotný automatický mlýn s denní kapacitou na 50 000 kg mouky. Mlýn v nejvyšším patru spojoval s pekárnou most krytý skleněnou střechou. Přes něj se dopravovala mouka z nádrží mlýna do nádrží v nejvyšších patrech pekárny. Zde byla znova prosívána a předehřívána na určenou teplotu. Samočinné váhy pak odměřovaly množství mouky, které padalo do hnětacích strojů. Po pěti minutách se zadělané těsto dopravovalo širokým potrubím o patro níže, kde bylo strojově odměřováno a strojově formováno do bochníků. Teprve zde přicházelo vytvarované těsto do rukou pekařů, kteří je odebírali a kladli na rákosové ošatky, putující nejprve do kvasírny a potom do pekárny s velkokapacitními pecemi vytápěných párou. Následně se hotový chléb dopravoval do skladišť a nakládal do vozů.
Projížďka 20 nových dopravních vozů na chléb firmy Fr. Odkolek, akciová společnost, Prahou vzbudila značnou pozornost. Vkusné vozy poukazují na přísné dodržování hygienického vedení nového závodu. Obyvatelstvu má se skýtati záruka, že v takovýchto vozech jest chléb při dopravě ulicemi dostatečně chráněn zvláště před uličním prachem.
Čech. Der Böhme, 18. května 1913, s. 12
V přízemí pekárny byla hned při vchodu umístěna dělnická šatna s větratelnými skříňkami a bíle vykachlovaná koupelna s mramorovými vanami. Naproti se nacházela odpočinková místnost, která mimo přestávek sloužila také jako jídelna. V prvním patře nad místnostmi, určenými pro zotavení a zdravotní požadavky dělníků, se nalézala chemická laboratoř ke zkoušeni obilí a sledování průběhu kvašení. Chodba, kde se chléb nakládal, propojovala pekárnu s třípatrovou kancelářskou budovou. Opodál stály stáje pro 50 koní a kůlny, za mlýnem strojovna s parním strojem a elektrická centrála.
Strojní zařízení dodala brunšvická firma G. Luther AG (např. válcovou stolici mlýna, dva hnětací a mísící stroje „Universal“ s kapacitou 800 l, 8 dvojposchoďových pecí „Telescocar“ vytápěné párou na 240 metrických centů chleba za 24 hod.), parní stroj dodala První československá továrna na stroje, generátor k výrobě elektrického světla a k pohonu mlýna i pekárny „Elektrotechnická akciová společnost“ (dříve Kolben a spol.) Zprvu disponovala velkopekárna jen nově označenými filiálkami, které převzala od bývalé firmy František Odkolek:
Praha I. Martinská ulice čp. 418
Praha I., Bazar, Ovocný trh 573
Praha II., Václavské nám. čp. 820
Praha II., Žitná ul. čp. 1656
Praha II., Vodičkova ul. čp. 677
Praha III., Severovy mlýny čp. 503
Praha III., Radeckého nám. 272
Praha VII., Belcrediho tř. čp. 601
Libeň, „Na Palmovce“ čp. 305
Žižkov, Prokopovo nám. čp. 472
Král. Vinohrady, Havlíčkova 141
Král. Vinohrady, Slezská ulice 760
Smíchov, Jakubské nám. čp. 1029
Smíchov, Kinského třída čp. 316
Karlín, Královská třída čp. 240
Odkolkův chléb, který nesl od počátku ochrannou tovární značku ozubeného kola (tzv. Odkolky) a uvnitř ve třech polích iniciály F (František), O (Odkolek) a V (velkopekárny), bylo možné dostat také v lepších prodejnách s potravinami. V roce 1914 už pekárna dodávala 135 až 147 tun chleba týdně.

### Protest české Zemské jednoty společenstev pekařů
Na zřízení akciové společnosti Fr. Odkolek ostře zareagovala Zemská jednota společenstev pekařů s českou řečí jednací v království Českém v Praze (ustavena 5. října 1911), která svolala na 7. května 1912 na Žofín schůzi pekařských maloživnostníků a k tomu vydala rezoluci. Ta v úvodu uváděla, že „zřízením ohromné továrny na chléb pod firmou Akciová společnost dříve Fr. Odkolek, továrna na chléb a žitný mlýn ve Vysočanech, způsobena bude nejtěžší soutěž všem českým maloživnostníkům, zejména pekařům, krupařům a hokynářům, z nichž mnoho bude tím zničeno. Továrna tato jest úplně zbytečná a svým rozsahem na pražské poměry se nehodící, neboť staré pekárny spotřebu pražskou snadno krýti postačují.“
Čeští maloživnostníci nevynechali ani národnostní otázku, kdy advokátovi Ladislavovi Pinkasovi vyčítali, že jako český předák a zemský poslanec zprostředkoval prodej fy Fr. Odkolek a opatřil účastenství Pražské úvěrní banky, která ho (spolu s B. Ryšánkem, Václavem Štěpánkem a starostou Němcem) za to navrhla do správní rady.
Odsuzujeme Jednání těchto činitelů jako zcela nevlastenecké a žádáme, aby vystoupili z tohoto německého podniku, který pod falešnou českou firmou Fr. Odkolek již od 1. ledna tohoto roku pracuje a našemu obecenstvu chléb svůj jako český výrobek dodává. Ve službách cizího velkokapitálu rafinovaným způsobem na ubíjení českého živnostníka se vrhnuvšího nesmí zůstati žádný poctivý český vlastenec, tím méně pan JUDr. Lad. Pinkas, který tolika veřejnými funkcemi je pověřen.
Čech / Der Böhme, 19. Mai 1912, s. 15
Dále vyzvala stranu mladočeskou (v níž byla většina maloživnostníků organizována), aby její pekařští členové vystoupili z tohoto německého podniku. K tomu interpelovala pražskou obec, že bez veřejného konkurzu pronajala své pekárny na ostrově Kampě novému cizímu podniku, přičemž ji vyzvala, aby nájemní smlouvu zrušila.

## Válečná produkce za 1. světové války
Zájem o Odkolkův chléb (Odkolek-Brot) během 4 měsíců stoupl natolik, že akciová společnost hodlala přikoupit ke stávajícím 8 parním dvojpecím dalších pět. Počet prodejních filiálek stoupl na 30 a denní odbyt vzrostl na 17 000 bochníků. Do slibného rozvoje zasáhla 1. světová válka. Už na podzim 1914 musela společnost sáhnout k výrobě jednotného míchaného chleba. Bochník o váze 1 kg 40 dkg stál 74 haléřů.
Dle cís. nařízení ze dne 29. listopadu 1914 smí býti žito semíláno pouze na jednu mouku. Následkem toho vyrábíme čtvrtým prosincem počínaje, na místo dosavadních dvou druhů chleba (bílého a černého) pouze jeden střední druh Odkolkova chleba téže výborné jakosti, jakou měly oba druhy dosud vyráběné, takže jistě také tento druh získá si náležité obliby obecenstva. Odkolkův chléb lze koupiti všude v Praze i celém pražském okolí. - Fr. Odkolek, akc. spol. parní mlýn a továrna na chléb ve Vysočanech
Venkov, 04.12.1914, s. 11
V roce 1915 pekla firma Odkolek chleby z mouky žitné, smíšené s ječnou (2:1), mouky pšeničné s ječnou, mouky kukuřičné dobré jakosti a mouky bramborové.
Při prodeji mouky obce smíchovské v tamní radnici ve čtvrtek i v pátek dopoledne byl veliký nával obecenstva. Na Malé Straně mouka z obecních zásob se prodávala, aniž nastala tlačenice, za to však tam u obchodu firmy Frant. Odkolek večer byla taková, tlačenice, že vymáčknuta okenní tabule.
Večer, 02.04.1915
V létě 1916 měla být zavedena výroba chleba s obsahem 50% kukuřičné mouky, 10% žitné mouky, 20% pšeničné a 20% ječné mouky chlebové a 20% bramborů, přičemž magistrát král. hlav. města Prahy rozhodl, že množství kukuřičné mouky bude v chlebové směsi prozatím sníženo, aby si obyvatelstvo mohlo na nový kukuřičný chléb zvyknout. Nakonec byla svolána porada zástupců společenstva pekařů v Praze a továren na chléb firem F. Odkolek, dr. F. Zátka, Dělnické pekárny a Obecní pekárny, na které se všichni výrobci chleba dohodli, že od středy 14. června 1916 budou vyrábět chléb ze 40% kukuřičné mouky, 10% žitné mouky, 20% pšeničné mouky chlebové, 20% ječné mouky a 10% bramborů. Mouky pšeničné chlebové mohlo být podle zásob použito i více, tak aby dohromady s ječnou moukou nepřekročily 40%, místo 10% bramborů mohli výrobci chleba použít 6% bramborové mouky.
Od února 1917 převzal dozor nad výrobou a prodejem chleba magistrát král. hlav. města Prahy (aprovizační referát XVI.). Na svou schůzi 31. ledna 1917 přizval zástupce velkopekáren: Fr. Odkolek, Dělnické pekárny, dr. Ferdinand Zátka, Obecní pekárny na Kampě a pekárny p. Hlasivce na Pankráci.
V jednom z posledních týdnů byla výroba chleba v Praze následující: Pro Staré město s Josefovem 41.420 bochníků, pro Nové město s Vyšehradem 92.400, pro Malou Stranu a Hradčany 31.138, pro Holešovice-Bubny 48.636 а pro Libeň 32.517 bochníků; úhrnem tedy 246.111 bochníků, napečených z příkazu magistrátu. Co do výdaje chleba je dnes Praha rozdělena v 10 čtvrtních komisí. Jaký díl z celé spotřeby chleba v určitém chlebovém okresu má ten který pekař upéci, stanoveno je dle dobrozdání společenstva s ohledem na výši daní a rozsah živnosti. Ostatní spotřebu hradí pět velkopekáren: Dělnická, Hlasivce, Obecní, Odkolek a Zátka. Potřebnou mouku přidělují pekařům aprovisační ústavy obecní, velkopekárnám dodává mouku přímo Válečný obilní ústav, ovšemže se toto množství odečte z přídělu pro Prahu.
Večer, 29.08.1917
Dne 8. února 1918 byla ve Vídni z válečných důvodů povolena noční práce v pekařských závodech firem Ankerbrot, Hammebrot a Fr. Odkolek, akciová společnost, dále pak na Kladně Pražské železářské společnosti a v Plzni Škodovým závodům (vedle toho ještě třem závodům v jiných korunních zemích).
V noci z 1. na 2. května 1918 došlo v hlavní budově mlýna k požáru, který nabyl v malé chvíli tak ohromného rozsahu, že již při zahájení hasičských prací bylo jasné, že mlýn se zachránit nepodaří. Přivolaní hasiči z pražské centrály, všech odboček, z Libně, Holešovic a okolí použili k zásahu několik stříkaček, z Prahy všechny automobilové i parní stříkačky, dostavila se pomoc i z okolních továren a k ránu též vojsko. Dosah neočekávané požární katastrofy byl ve válečné době katastrofický, jelikož mlýn do rána i s vnitřním zařízením a moukou lehl popelem. Velké skladištní silo obili i hotové mouky a vedlejší mnohem nižší budovu parních pekáren se podařilo zachránit. V důsledku požáru se akciová společnost rozhodla závod stavebně rozšířit. Vrchní ředitel A. Schück stavbu zadal opět Hubertu Gessnerovi.
P. T. Široké kruhy pražského obyvatelstva i vysoké úřady vyslovily nám vřelou účast nad vyhořením našeho parního mlýna. Četní naši věrní zákazníci sdělili s námi, že bolestně dotklo se jich zničení našeho tak moderně vypraveného závodu. Všem projevujeme za to své díky. Vyhořely nám parní mlýn a obilní skladiště, ostatní budovy a továrna na chléb zůstaly úplně zachovány, takže v továrně na chléb bude se i nadále pracovati, ovšem v mezích přikázaného nám množství mouky. Doufáme, že podaří se nám mlýn v dohledné době opět znovuzříditi. Vzhledem k všeobecnému nedostatku nebude nám možno plně uspokojiti veškeré své vážené odběratele. Jakost chleba odpovídá přikazovaným nám materiáliím; neodpovídá-li však tato často snaze naší a přáním našich odběratelů, pak prosíme, aby příčina toho hledána byla v nynějších poměrech, a obtížích, které se vyskytují při zpracování kukuřičné mouky a ostatních náhražek. — FR. ODKOLEK, akc. spol., parní mlýn a továrna na chléb ve Vysočanech.
Večer, 07.05.1918
Jak velká ztráta to byla, lze zjistit z dobového pražského tisku, kdy továrna nebyla schopná po 14 dní splnit dodávky chleba. V prvním týdnu nemohla dodat městu 5700 bochníků a následující týden pekla jen pro nemocnice). Odkolkova zásoba mouky činila ve 165. přídělovému týdnu (na konci května 1918) pouhý 1 vagon mouky. Na začátku června 1918 už byla Odkolkova továrna schopna v rámci válečné situace dodávky plnit a dodala městu 6000 bochníků chleba.

## Meziválečné období
Na valné hromadě akcionářů dne 12. května 1918 byla odsouhlasena změna stanov, které Ministerstvo vnitra schválilo v polovině března 1919.

### Majorita Pražské úvěrní banky (1919)
V letech 1918-1919 převzala nově vzniklá Československá republika soustavu obchodních bank z Rakouska-Uherska. U bank, které byly z větší části v rukou zahraničních vlastníků, docházelo k jejich repatriaci, tzn. nucenému odkupu a převzetí většiny kapitálu českými firmami, osobami a institucemi. Tímto způsobem získala na začátku roku 1919 také Pražská úvěrní banka (Prager Kreditbank) větší položku akcií Odkolkova parního mlýna a továrny na chléb a tím i majoritu ve skupině akcionářů. Ve spojitosti s touto transakcí byly do správní rady kooptováni čeští zástupci: JUDr. Antonín Schauer a JUDr. Josef Bromovský, dále byli jmenováni: obchodním ředitelem Emil Parthon, dosavadní přednosta mlýnského oddělení Státního obilního ústavu, technickým ředitelem inž. chem. dr. Josef Spousta, vrchní úředník firmy a vrchnímu úředníku Františkovi Slavíkovi byla udělena prokura.
Zvýšení kapitálu akciové společnosti Fr. Odkolek. Na programu řádné valné hromady akciové společnosti Fr. Odkolek, parní mlýn a továrna na chléb jest mimo jiné návrh správní rady na zvýšení závodního kapitálu z 2 000 000 K na 3 000 000 K vydáním nových 5000 kusů hotově a úplně splacených akcií po 200 K a zmocnění správní rady ke stanovení modalit nové emisse. Mimo to bude jednat valná hromada o provedené kooptaci dvou členů správní rady pp. JUDra. Ant. Schauera a JUDra. J. Bromovského a o propachtování kruhové pece na cihly čís. 57 ve Vysočanech, společnosti s. r. o.
Národní listy, 7.6.1919
Na valné hromadě akciové společnosti dne 22. května 1919 se akcionáři dohodli, aby ze zisku 323 165,35 K byla na akcii vyplácena dividenda 30 K, rezervnímu fondu bylo přiděleno 16 158,26 K, pomocnému fondu pro úřednictvo 10 000 K, podpůrnému fondu pro dělnictvo 15 000 K a fondu pro znovuzřízení bylo rezervováno 150 000 K. Vyhořelý mlýn byl znovu vybudován a měl být spuštěn se začátkem nové kampaně. U továrny na chléb se počítalo s novou přístavbou prostorného skladišti a expedice. Navýšení kapitálu z 2 000 000 K na 3 000 000 K a k vydání 5000 nových akcii po 200 korunách s upisovací cenou 300 K (na každé 2 akcie připadla jedna nová) schválilo ministerstvo až ke konci listopadu 1919.

### Vázané hospodářství
První dva poválečné roky procházela Odkolkova továrna další zatěžkávací zkouškou pokračujícího vázaného hospodářství. V listopadu 1919 byl v Praze zrušen rajonový prodej chleba.
S povděkem zaznamenáváme zprávu Městské aprovisační komise na Král. Vinohradech o odstranění závady ve příčině dodávky chleba do tamější obce a sdělujeme svým ct. odběratelům, že tamější aprovisační komise vyhověla přání obyvatelstva, čímž nám je umožněno, dodávati alespoň do Král. Vinohradů dřívější množství chleba, až na nepatrný zlomek, skutečnost to, kterou u ostatních aprovisačních míst pohříchu dosud zaznamenati nemůžeme. Žádáme své ct. odběratele v jiných předměstích, kteří si přejí našeho chleba, aby upustili od reklamací, zasílání dopisů a návštěv, poněvadž jest to bezúčelné. My sami nemůžeme ve příčině přídělu chleba do jiných svých filiálek docíliti žádné změny, neboť oprávněna k tomu jsou jedině dotyčná aprovisační místa a chlebové komise. — FR. ODKOLEK akc. spol., parní mlýn a továrna na chléb ve Vysočanech
Národní listy, 18.5.1919
Československá obchodní beseda v Praze, ve které byl Odkolkův prodejní personál organizován, a Československá obec dělnická 24. září 1919 se s akciovou společností Fr. Odkolka dohodly na úpravě platů prodejního personálu a to s platností od 1. července 1919, kdy byl prodavačkám poskytován tzv. příbytečný příplatek. Na konci dubna 1919 si ČOB vymohla pro prodavačky tzv. vybavovací příspěvek. Pražští pekaři od konce října 1919 vyhrožovali, že pokud budou Odkolkovy pekárny stále upřednostňovány, vyhlásí generální stávku, v čemž je podpořilo pekařské dělnictvo. Na podzim 1920 dohodla ČOB pro prodavačky v odkolkových prodejnách kolektivní smlouvu.
P. T. Dle zpráv denních listů zamýšlejí pražští pekaři stávkovati, poněvadž se domnívají, že Státní obilní ústav dělá nám nějaké výhody, na základě kterých vyrábíme lepší chléb, nežli oni. K tomu prohlašujeme, že Státní obilní ústav přikazuje nám obiloviny téže jakosti, jako všem ostatním mlýnům, a že semílání jich u nás provádí se přesně dle předpisů platných pro veškeré smluvní mlýny. Získaná tak mouka zpracuje se v naší továrně na chléb se vší možnou péčí a za použití nejmodernějších pomůcek, následkem čehož je také možné, vyráběti to nejlepší. Proto nelze nám však činiti nějakých výtek, třeba že je to naší konkurenci nepříjemné. Prospěch z toho mají spotřebitelé. Ostatně pekou též někteří pekaři v Praze dobrý chléb, jak vidíme z předložených vzorků, důkaz to, že řádným zpracováním dá se vyrobiti produkt uspokojující. Ujišťujeme své odběratele, že i přes hrozby pekařů budeme i nadále vyrábět jen chléb nejlepší. — Fr. Odkolek, akc. spol., parní mlýn a továrna na chléb ve Vysočanech.
Národní listy, 23.10.1919

Podzim 1919 přinesl další katastrofu, kdy továrny kvůli nedostatku uhlí zavíraly své provozy. V říjnu 1919 zaslala Odkolkova pekárna Ministerstvu sociální péče hlášení, že ačkoliv potřebuje měsíčně asi 900 tun uhlí, byla mu přidělena pouhá polovina (450 tun). Hlášení pak uzavřela výhrůžkou, že pokud mu nebude okamžitě dodáno větší množství uhlí, uzavře své provozy, čímž bude rázem 235 dělníků bez práce a dalším důsledkem bude i vyživovací kalamita. Dne 1. listopadu 1919 byl provoz skutečně zastaven. Ve stavebnictví scházel hlavně cement, což značně znemožňovalo dostavbu nových provozů. V květnu 1920 si firma dokonce podala inzerát na nákup několika vagonů portlandského cementu.
Dne 6. ledna 1920 sdělovala velkopekárna zákazníkům, že se jí nepodařilo sehnat sůl, ačkoliv podnikla doslova všechno možné, proto se zákazníkům v tisku omlouvala za chléb nedobré chuti a doporučovala chléb při konzumaci osolit. To se opakovalo i na konci dubna 1920, kdy v oznámení přiostřila a zákazníkům vysvětlila, že jejich závod je opětovně bez soli a produkuje neslaný chléb, jelikož sůl smí obstarávat pouze čsl. úřady.
Odkolek bez mouky na chléb. Firma Odkolkova oznamuje, že již od několika dní nemůže vyráběti více než asi 20 procent své normální výroby, a to proto, že, nedostává již vůbec žádného obilí ani žádné mouky, žě závod je úplně bez zásob. Firma se obává, že bude nucena v několika dnech úplně zastaviti výrobu, nezlepší-li se tento stav co nejrychleji.
Večer: lidový deník, 09.04.1920
Odkolek bez chleba. Firma Odkolkova sděluje, že ode dneška nebude ve většině svých filiálek prodávati chleba, neboť nemá obilí.
Večer: lidový deník, 29.04.1920
Po tzv. hladových bouřích v řadě českých a moravských měst v lednu až červnu 1919 stálo nové Československo od dubna 1920 před další vyživovací krizí, kdy zásoby obilí a mouky stačily stěží do konce května a zásilky z Ameriky nebyly dosud zajištěny. Odkolkova továrna, která byla největším zásobovatelem Prahy moukou a chlebem, zastavila provoz a před obchody se tvořily dlouhé fronty, jaké Praha od války neviděla. Ve dnech 14. a 15. dubna 1920 nedodávala pekárna do Prahy z důvodů prázdných skladů chléb vůbec. Dělníci z Odkolkovy pekárny vyhlásili 23. června 1920 stávku ze mzdových důvodů, takže továrna stála opět a chleba pro Prahu nedodala. Dne 10. a 22. července 1920 přerušila továrna provoz kvůli nedostatku obilí a mouky. Výpadky dodávek mouky omlouval Zemský obilní ústav v Praze tím, že na ochranu drobných pekáren stanovil velkopekárnám v Praze maximální výrobní kontingenty (což pro Odkolkovy pekárny znamenalo výrobní kontingent 6000 q na 4 týdny), k jejichž plnění obdržely potřebné množství mouky a že pokud velkopekárny spekly mouku dříve, další už tedy neobdržely.
Situace s dovozem obilí a mouky se začala lepšit až od ledna 1921, kdy bylo založeno „Obchodní a úvěrní družstvo jednatelů a velkoobchodníků s mlýnskými výrobky, zemědělskými plodinami, tovary a tuky, v Československé republice, zapsané společenstvo s ručením obmezeným“, kde akciovou společnost Fr. Odkolek zastupoval Alfréd Katz a Alexandr Schück. Následně bylo utvořeno konsorcium Parlamentního výboru pro obor obchodu s plodinami, kde bylo ustavené družstvo účastno. Díky vlivu Odkolkovy pekárny na dovoz surovin tak mohla být ke konci července 1921 snížena cena chleba bez chlebenek z původních 8 korun na 6,60 a od 14. listopadu na 6,40. Chleba byl k dostání ve všech jeho označených filiálkách. O měsíc později byl ve firemních prodejnách k dostání nový medový perník.

### Dokončení stavebního rozšíření
V březnu 1921, tedy skoro po dvou letech, byla dostavba závodu dokončena. V nových budovách se nacházelo velké skladiště na chléb, výpravna a čtyřpatrová pekárna na bílé pečivo a suchary podle karlovarského receptu, samozřejmě se značkou »Odkolek« . V roce 1928 se velkopekárna Odkolek stala největším podnikem tohoto druhu v ČSR. V továrním areálu o rozloze přibližně 10 000 čtverečních sáhů se nacházel parní mlýn (jeden z nejmodernějších mlýnů nejen u nás, ale i v Evropě a s denní kapacitou 10 vagonů pšenice nebo žita), dále továrna na chléb a bílé pečivo, továrna na perníky, sušenky, oplatky a čokoládové výrobky. V továrně na chléb a bílé pečivo (reklama zdůrazňovala, že ve vzorově hygienicky zařízené) se nacházelo 29 dvojitých pecí na chléb a 4 pece na bílé pečivo, z nichž jedna byla automatická, samočinně pečivo sázející i vypékající (jediná toho druhu v ČSR) a pekla 10 000 housek za hodinu. Továrna na chléb a bílé pečivo mohla spéci denně 4 vagony mouky. V továrně na perníky, sušenky a oplatky pracovalo 5 automatických pecí. Kromě toho měla akciová společnost v závodě kompletní zařízení pro výrobu čokolády a čokoládových výrobků. Vozový park čítal 28 automobilů a 14 povozů. Své výrobky dodávala do celé republiky, přičemž disponovala 52 vlastními prodejnami. Celkový roční obrat obnášel více než 70 000 000 Kč. Při akciovém kapitálu 8 000 000 Kč dosáhly rezervy výše 5 000 000 Kč (kromě amortizačního fondu 13 000 000 Kč).

### Sortiment výrobků
Už v březnu 1921 byl sortiment s otevřením nových provozů rozšířen o další dietetické potraviny jako pravý Grahamův chléb (podle receptu amerického faráře Sylvestra Grahama), Grahamův suchar a Grahamovy tyčinky a dětské suchary. Odkolkovo bílé pečivo i Odkolkův suchar se vyráběl z nejjemnější americké mouky, Graham z vlastního připravovaného šrotu. Později přibyla i výroba konglutinové (bezlepkové) mouky. Na podzim přišel do prodeje pocukrovaný mandlový suchar (balíček za 5,50 Kč) a každou středu a sobotu na objednávku vánočky. Rozjel se prodej mouky Excelsior a od nového roku 1922 jemné mouky na vaření (1 kg 5 Kč).
Ve všech našich prodejnách lze obdržeti vždy ve středu a v sobotu jemné vánočky. Račte si napřed objednati, poněvadž pečeme pouze omezené množství. — Fr. Odkolek, akc. spol., parní mlýn a továrna na chléb ve Vysočanech.
Večer: lidový deník, 14.10.1921
V novém roce 1922 si mohla velkopekárna dovolit i zlevnění běžného pečiva. Výhodné nákupy obilí v cizině firmě umožňovaly měsíc co měsíc své zákazníky doslova bombardovat nějakou novinkou. Na konci ledna 1922 nabízela Odkolkova pekárna bochník bílého žitného chleba již za 5,50 Kč, housky po 30 halířích a 1 kg mouky k vaření za 4,80 Kč, tedy za tak nízké ceny, jaké si nemohl v Praze a okolí nikdo dovolit. Firma navázala rozsáhlá obchodní spojení ve vnitrozemí i v cizině. Velikonoce se nesly na vlně další nové nabídky. Od 10. dubna 1922 vedly všechny Odkolkovy filiálky záznamy objednávek na jemné mazance v ceně 8,50 Kč, 17,— Kč a 25,— Kč.
Oznamujeme svým váženým odběratelům toto zlevnění cen:
Odkolkův chléb volně bez lístků.... Kč 6,—
Šišky volně bez lístků............. Kč 6,60
Odkolkův chléb volně bez lístků.... Kč 3,80
Housky sypané ..................... Kč 0,40
Rohlíky ........................... Kč 0,40
Žemle ............................. Kč 0,35
Koupiti lze v našich filiálkách a u všech obchodníků, kterým jsme prodej svých výrobků svěřili, od 7. ledna t. r. — Fr. Odkolek, akc. spol, parní mlýn a továrna na chléb, Vysočany.
Večer: lidový deník, 05.01.1922
Od poloviny dubna 1922 se na pultech objevil velký žitný bochník a v květnu pod novou značkou „Odma“ perník a marcipán (zkratka Odkolkův marcipán), dále karlovarské a dětské suchary. Během prázdnin 1922 byla v nabídce levnější mouka (1 kg jemné na vaření 4,50 Kč a 1 kg Excelsior Odkolek 5,60 Kč) a od srpna zase housky (po 25 a 30 haléřích). V září 1922 reagovala firma na nižší cenu obilí a začala u některých druhů chleba nabízet větší bochníky s nižší cenou, ale zlevnila i ceny mouky, luštěnin i všech ostatních druhů zboží, jak tomu nasvědčovaly nové ceníky v prodejnách. Expanze a obliba Odkolkova pečiva vedla k napodobování pečiva a tak stále častěji firma inzerovala, že zákazníci mají sledovat na chlebu ochrannou známku a vyznačenou cenu.
Kromě našeho osvědčeného bílého žitného chleba račte okusiti náš nový druh: tmavší žitný chléb. 1 velký bochník Kč 10,– - Budete jistě velice spokojeni. — Fr. ODKOLEK, AKC. SPOL., parní mlýn a továrna na chléb, Vysočany.
Večer: lidový deník, 19.04.1922
Fa. Fr. Odkolek upozorňuje, že bílý bochník chleba je označen její známou ochranou značkou a každý domácí bochník vedle této ochranné značky ještě malou hvězdou *. Na každém bochníku je cena vyznačena.
Večer: lidový deník, 23.08.1922
V létě 1923 byl rozšířen sortiment sucharů a jemného pečiva k o nejjemnější suchar č. 7, vyráběný dle holandského způsobu (1 balíček 3,80 Kč), jemné máslové Arosa-sušenky (1/4 kg balení 4,20 Kč), jemné mandlovky Odma „Ma-mi“ (kulaté za 3,50 Kč. čtverhranné za 3 Kč). Na podzim přišla firma s vlastním práškem do pečiva, tehdy pod názvem pečící prášek s ozubeným kolem, od ledna 1924 Odkolek pečící prášek, k čemuž přibyl i Odkolek vanilinový cukr. Na pultech se objevily šestidílné žemle po 1,20 Kč. Zimní sezona v roce 1925 přinesla čajové keksy LOLA, nový rok 1926 Vita-chléb,
P. T. Doporučujeme svým ctěným odběratelům naše perníky a marcipány, obzvláště nové druhy marcipánů s čokoládou čísla: 29 a 30. Ujišťujeme, že budete velice spokojeni. — FR. ODKOLEK, akc. spol. parní mlýn a továrna na chléb. Praha Vysočany
Večer: lidový deník, 04.10.1923
Po dokončení Paláce Avion na Václavském náměstí č. 49 zde byla zřízena hlavní Odkolkova prodejna, kde byly k dostání veškeré výrobky a to i zboží čokoládové, perníčky, marcipány, oplatkové zboží, jemná pečiva.

### Majoritní zastoupení Kooperativy (1928)
Koncern Anglo-československé banky sestával v roce 1927 z velkoakcionářů:
- Fr. Odkolek, akc. spol., parní mlýn a továrna na chléb, Vysočany
- Železárny Rotava-Nejdek, Karlovy Vary
- „Epiag“, první česká akciová společnost pro průmysl porculánový, Karlovy Vary
- Josefa Rindskopf a synové, sklárny v Košťanech, Duchcově a Mstišově[109]
- Sedlecké kaolinové závody
- „Meva“, akcivá společnost pro průmysl zbožím kovovým, Praha-Smíchov
- Ostatní podniky koncernu Anglobanky, jejichž akcie nebyly obchodovány na burze[110]

Na začátku roku 1928 získala agrárnická Kooperativa, nákupní jednota hospodářských družstev většinu velkoakcií fy «Fr. Odkolek AS». Za pomoci Anglo-československé banky (bývalé Anglo-rakouské banky) odkoupila od několika majoritních akcionářů 10.000 Odkolek-akcií a vzhledem k tomu, že akciový kapitál sestával ze 40 000 akcií, získalo společenství Anglobanka-Kooperativa majoritu a vliv na vedení tohoto významného podniku.
Ve správní radě obsadila Kooperativa tři místa, přičemž vrchní ředitel správní rady Alfred Katz složil funkci a stal se členem správní rady. Vedení podniku zůstalo v rukou dosavadního vrchního ředitele Alexandra Schücka. Valná hromada akc. společnosti Fr. Odkolek, parního mlýnu a továrny na chléb ve Vysočanech se konala 20. března 1928, na které byla konstatována bilance za rok 1927, končící čistým ziskem 1 690 000 Kč, s vyplácením dividendy 25 Kč proti 20 Kč za rok 1926.
V dubnu 1928 byl jmenován novým komerčním ředitelem Odkolkovy firmy obchodní a burzovní rada František Koukolík, místopředseda a komerční konzultant Svazu velkomlýnů v Čechách. V roce 1929 byla podnikovému disponentovi Josefu Hruškovi udělena kolektivní prokura a Josef Tauš byl povýšen na místo disponenta.
Vliv na akciovou společnost získal i československý stát, kterému v Anglo-československé bance náleželo 25 procent (zbytek držela Kooperativa, Škodovy závody, firma J. Schicht AS, Ignatz G. Petschek v Ústí, kníže Lichtenstein, ze zahraničí Samuel a Co. v Londýně, Anglo-International Bank v Londýně а А. V. Harrymann a Co. v Novém Yorku). Prezidentem Anglo-československé banky byl agrárník Kuneš Sonntag.
Fr. Odkolek a. s. v Praze-Vysočanech konala 20. t. m. za předsednictví Dra Pinkase řádnou valnou hromadu, čistý zisk vykázán částkou Kč 1.053.310,70. Bude z něho vyplacena dividenda Kč 25.— na akcii (jako loni), 25.000 Kč bylo přikázáno pomocnému fondu úřednickému, 30.000 podpůrnému fondu dělnickému a částka 516.273,75 bude převedena na nový účet. Valná hromada se usnesla na zvýšení akciového kapitálu o 4 milióny Kč.
Venkov, 21.04.1929
Výstraha.
Byli jsme upozorněni, že se napodobuje již naše pečivo »Odkolka«. Každá naše »Odkolka« má naspodu naši tovární značku. Jen tato značka poskytuje plnou záruku, že obdržíte z nepreparované mouky a dobrého plnotučného mléka vyrobenou pravou »Odkolku«. Odmítněte proto ve vlastním zájmu podobné pečivo bez naší ochranné značky.
Odkolek.
Polední vydání časopisu Večerní list. Praha: 29.01.1929, s. 3. 
K dalšímu navýšení státního vlivu na fy «Fr. Odkolek AS» došlo v roce 1930, kdy fúzovala Anglo-československé banka s Pražkou úvěrní za pomoci menšího institutu České komerční banky (a to se zpětnou platností od 1. ledna 1929) do nové banky s názvem „Anglo-Československá a Pražská úvěrní banka“. Akcie Pražské úvěrní a České komerční převzal stát, čímž navýšil svůj akciový kapitál u Anglo-Československé banky na 40 procent. Jednalo se v podstatě o československou majoritu za účasti státu, Škodovky a skupiny agrárního kapitálu (Kooperativy).
Valná hromada Akciové společnosti Fr. Odkolek v Praze konala se dne 26. dubna t. r. Čistý zisk Kč 796.000.—, dividenda Kč 16,— (loni Kč 25,—). Kromě statutárních dotací bude přiděleno Kč 25.000,— pomocnému fondu pro úřednictvo, Kč 30.000,— podpůrnému fondu pro dělnictvo a na nový účet Kč 515.824,75. Do správní rady byl nově zvolen ředitel JUDr. Jar. Kratoška.
Venkov, 27.04.1930
Akciová společnost Fr. Odkolek dovážela k výrobě vlastní mouky speciální pekařskou kanadskou pšenici „Manitoba Atlantic“ (bohatou na lepek). S nastupující mlynářskou krizí podnikla firma mezi zemědělci rozsáhlou pokusnou akci s domácím osevem (v Čechách, na Moravě i na Slovensku) kanadské pšenice „Manitoba Atlantic“. Účelem této akce bylo „emancipovat republiku od tohoto dovozu“.
Majorita agrárnické Kooperativy se odrazila i v názvech sortimentu. Od roku 1928 nesl pečící prášek a vanilinový cukr značku ODAK (ODkolek Aglobanka Kooperativa). V lednu 1932 uvedla na trh bochníky s názvem Selský chléb a v roce 1934, kdy byla odkoupena pekárna V. Zářeckého na Václavském náměstí v Praze, se začal vyrábět žitný chléb Pražan-Odkolek a sortiment čajového pečiva podle anglických receptů.
V polovině 30. letech došlo také k vyostření konkurenčního boje mezi velkopekárnami Odkolek, Zátka a Dělnickými pekárnami, kdy klesl odběr mouky a pečiva odběrateli. Po zákazu noční práce v pekárnách se začali v Praze také objevovat prodejci pečiva z blízkého okolí, kteří zákaz nedodržovali. Částečné oživení vnitřního trhu přišlo až se zřízením protektorátu. S válkou přišly problémy se zajišťováním surovin a výroba opět klesala.

### Závod po úmrtí Alexandra Schücka
V roce 1935 sestávaly Odkolkovy závody z parního mlýna a továrny na kroupy, továrny na chléb a bílé pečivo, továrny na jemné pečivo, perník, perníčky a oplatky, továrny na čokoládu a továrny na pečící prášek. Závody zaměstnávaly 700 zaměstnanců a provozovaly 90 vlastních prodejen. Dne 2. listopadu 1935 postihla velkopekárny velká personální ztráta, kdy zemřel ve věku 64 let vrchní ředitel, spoluzakladatel a spolubudovatel Alexander Schück, člen burzovní rady Pražské plodinové burzy, dozorčí rady Anglo-československé a Pražské úvěrní banky, místopředseda Svazu československých obchodních mlýnů, člen ředitelství Ústředního družstva obchodních mlýnů, atd.
Dne 28. února 1936 zemřel dlouholetý předseda správní rady Ladislav Pinkas. Na jeho místo nastoupil dosavadní místopředseda Ing. Ferdinand Klindera. Na sezení správní rady 10. prosince 1936 byl vrchním ředitelem akciové společnosti jmenován dosavadní vedoucí ředitel Josef Spousta, vedoucími řediteli jmenováni dosavadní ředitelé Josef Hofrichter a Josef Hruška. Disponentovi Bohdanovi Auerspergovi byla udělena prokura.
Správní radu firmy Fr. Odkolek AS tvořili v roce 1942: předseda Ing. Ferdinand Klindera, místopředsedové Dr. Josef Hartmann a JUDr. Josef Trčka, členové Josef Götzl-Odkolek (syn Ludmily a Vincence Götzla), JUDr. Jaroslav Kratoška, JUDr. Ladislav Pinkas (syn), JUDr. Antonín Schauer (syn), Václav Štěpánek. — Členy výkonného výboru byli jmenováni: Ing. Ferdinand Klindera, JUDr. Jaroslav Kratoška, JUDr. Josef Trčka, JUDr. Ladislav Pinkas (syn), vrchní ředitel Ing. Dr. Chem. Josef Spousta, ředitelé Josef Hofrichter, Josef Hruška, Auersperg Bohdan.
Od ledna 1943 zastával post vrchního ředitele Němec Wilhelm Georg Hennings (bytem v Praze na Okružní / Holleschowitzer Ringstraße 173), který byl zároveň kooptován do správní rady namísto JUDr. Josefa Trčky, který byl z obchodního rejstříku vymazán. Zápis u Krajského soudu obchodního v Praze proběhl dne 14. ledna 1943.

### Reklamní a prodejní strategie
Akciová společnost Fr. Odkolek se nechala už od svého počátku inspirovat reklamní a prodejní strategií vídeňské velkopekárny Hammerbrotwerke. Zavedla značení svého chleba Odkolkův chléb ochrannou známkou ⟨obdobně jako Hammerbrot, Hammermehl, Hammersemmelbrösel, Hammermilchbrot, Hammer Expres-Strudelblätter⟩, k rozvozu využívala vlastní firemní povozy (obdoba červených Hammerbrot Orion-Automobilů), prodej ve vlastních firemních filiálkách. Dne 1. března 1937 vydaly Hammerbrotwerke první číslo reklamního časopisu „Werkszeitung der Hammerbrotwerke“ a pro děti bohatě ilustrovaný časopis „Hammerbrot-Schlaraffenland“. Už 1. září 1937 se ve všech odkolkových prodejnách objevily zdarma reklamní noviny Odkolkovy táčky.
Odkolkovy táčky vycházely dvacetkrát do roka v měsíčním nákladu dvaceti tisíc kusů. Poslední číslo vyšlo 1. června 1940, kdy byly vymazány ze seznamu periodických tisků. Vedle toho firma pravidelně komunikovala se svými zákazníky v denním tisku, často formou dopisů. V roce 1927 byl natočen nově založenou firmou „Elekta-Journal“ u fy Odkolek reklamní film „O výrobě chleba“, který režíroval Theodor Pištěk s kameramany Václav Vích a Karel Kopřiva. Odkolkova velkopekárna měla i vlastní hudební odbor a od roku 1932 vlastní Dechovou hudbu zaměstnanců společnosti Odkolek (Blasmusik der Angestellten der Firma Odkolek). Odkolkova dechová hudba se pravidelně objevovala ve vysílání československého i rakouského rozhlasu.
Hudební odbor fy Odkolek pořádá v sobotu 1. října o 20. hod. v Národním domě v Karlíně koncertní a taneční večer a zve své příznivce k hojné účasti. Účinkuje ODKOLKOVA dechová hudba.
Polední list. Praha: 29.09.1932, s. 2.
Aniž by to bylo záměrem Karla Hašlera, tak jeho písnička „Já mám holku od Odkolků“ z roku 1928, působila doslova jako lidová kampaň pro pekárny. Stala se takovým hitem, že „hřměla všemi kavárnami, tanečními sály i bary“. V německé verzi „Mein Mäderl frisch und keck, das ist von Odkolek“ byla zařazena mezi taneční šlágry na gramofonovou desku. Mezi prodavačkami a zaměstnankyněmi firmy Odkolek měla podle listu národních socialistů naopak vzbudit pohoršení.
Všechny prodavačky a vůbec zaměstnankyně Odkolkova velikého závodu pekařského v Praze podaly prý žalobu na mistra Karla Hašlera, jenž učinil je světoznámými ve své nejnovější písničce «Já mám holku od Od kolků», která hřmí všemi kavárnami, tanečními sály i bary.
Večerní list: 15.02.1928
Téma Odkolkových pekáren se objevilo také v roce 1914 v románu Egona Erwina Kische „Der Mädchenhirt“ nebo v povídce Od Odkolka k Odradkovi od Johanna Urzidila. Josef Mühlberger jej vzpomněl v románu „Bogumil, das schuldlose Leben und schlimme Ende des Edvard Klíma“.

## Odkolek, národní podnik
Dne 5. května 1945 převzala správu Odkolkových pekáren revoluční závodní rada, která sesadila zbylé české vedení (Spousta, Novák, Valentin) a ředitel Josef Hruška se ujal vedení závodu. 1. ukrajinský front maršála Koněva si v areálu pekáren zřídil svůj hlavní zásobovací štáb. V červnu 1945 byla do závodu dosazena národní správa. Dne 13. září 1946 se Národní shromáždění republiky Československé usneslo na zákoně č. 177, kterým upravovalo pracovní dobu v pekárnách, v době od 22. hodiny do 6. hodiny ranní se nesmělo v pekárnách pracovat. Zákaz se nevztahoval na přípravné práce (topení v pecích a práce nutné k přípravě těsta včetně jeho odvažování k výrobě bílého pečiva), s kterými se mohlo započít při výrobě bílého pečiva nejdříve ve 3 hodiny a při výrobě chleba nejdříve o půlnoci.

### Znárodnění a zřízení mlynářského podniku
Znárodnění akciové společnosti Fr. Odkolek, podporované zejména Revolučním odborovým hnutím, schválila vláda Československé republiky 19. února 1947. Na znamení dělnického souhlasu byly na budově Odkolkovy pekárny vyvěšeny prapory. Následně vydal ministr výživy Václav Majer 24. února 1947 vyhlášku č. 191/1947 Ú.l.I o znárodnění podniku průmyslu mlynářského, jejímž doručením byl na podkladě § 1, odst. 4 dekretu prezidenta republiky č. 101 Sb., o znárodnění některých podniků průmyslu potravinářského ze dne 24. října 1945, mlýn firmy Fr. Odkolek, a.s. v Praze - Vysočanech znárodněn. Vyhláška dále uváděla, že znárodněný podnik náležel k obzvláště kapitálově silné společnosti, proto byl znárodněn nejen veškerý majetek této společnosti, ale i koncernové podniky, u kterých jí náleželo více než polovina kapitálu nebo na které měla rozhodující vliv. Slavnostní vyhlášení znárodnění podniku Odkolek proběhlo ve vysočanském pekárenském závodě 1. března 1947 v hale černé pekárny za účasti předsedy vlády Klementa Gottwalda, předsedy ÚRO Antonína Zápotockého, primátora Dr. Václava Vacka a dalších.
Další vyhláškou ministra výživy č. 433 ze dne 11. dubna 1947 o zřízení národního podniku průmyslu mlynářského byl Odkolek, národní podnik podřízen ústřednímu orgánu pro mlynářský průmysl a na základě vládního nařízení č. 77 ze dne 9. dubna 1946, kterým se vydává statut národních podniků potravinářských, určil ministr výživy Václav Majer s účinností od 1. ledna 1946 mlýnu Fr. Odkolek a.s. statut národního podniku s názvem firmy Odkolek, národní podnik se sídlem v Praze.
Předmětem podnikání národního podniku Odkolek byl nákup a zpracování obilí všeho druhu, nákup pomocných látek, nákup a prodej mlýnských výrobků všeho druhu a výkon živnostenských oprávnění znárodněných podniků, které byly nebo budou do firmy Odkolek, národní podnik začleněné. Představenstvo sestávalo ze 6 členů a 6 náhradníků. Čistá hodnota majetkové podstaty, kterou Odkolek, národní podnik převzal ke dni 1. ledna 1946, byla tvořena jeho základním majetkem. Před parlamentními volbami v roce 1946 vlála na střeše továrny Odkolek agitační komunistická volební jednička.
Vyhláškou ministra výživy č. 499 ze dne 30. prosince 1947 o začlenění znárodněného podniku mlynářského do národního podniku převedl Československý stát zpětně ke dni 1. ledna 1946 na Odkolek, národní podnik majetkovou podstatu znárodněného mlýna v Kralupech nad Vltavou, náležejícího před tím firmě Mlýnské závody, akciová společnost v Praze II, Václavské náměstí čp. 25.
Dělnice firmy Odkolek zakoupily dorty a mazance pro ruské vojáky, kteří spolu s ruskou ošetřovatelkou jsou ještě v rekonvalescenci od r. 1945 v Masarykových domovech v Praze.
Rudé právo, 5.4.1947
V dubnu 1947 navštívil Klement Gottwald pekárny znovu. Svůj projev tehdy zakončil k shromážděným dělnicím a zaměstnankyním takto: „Pracujte tak, aby s ještě větší hrdostí si mohl váš mládenec říci: Já mám holku od Odkolků.“ Dne 13. listopadu navštívil plenární schůzi osazenstva národního podniku ministr informací Václav Kopecký.
Pražští pekaři z národního podniku Odkolek pozvali si na svoji plenární schůzi pana ministra informací, aby jim řekl něco o situaci. A pan ministr přišel a vykládal. O všeličems. A poněvadž řeči pana ministra mívají vždy svoje zvláštnosti, měla je i řeč, kterou měl k pekařům od Odkolků. Pan ministr se také mimo jiné zmínil o brněnském sjezdu sociálních demokratů. V této části své řeči pravil: — Jestliže se tento sjezd jasně a nekompromisně vysloví pro spolupráci sociálních demokratů s KSČ, pak poklesnou všechny naděje reakce domácí i zahraniční na nulu... Ale jedno chceme ještě připomenout. Zpráva vydaná o této schůzi pekařů končí: Plenární schůze byla zakončena holdem SSSR a jeho hrdinné armádě. Dobře! A na naši republiku a jejího presidenta se zapomnělo? — Václav Rohlík.
Národní obroda, 15.11.1947, s. 3.